# Fagraea kinabaluensis
Fagraea kinabaluensis är en gentianaväxtart som beskrevs av Khoon Meng Wong och J.B. Sugau. Fagraea kinabaluensis ingår i släktet Fagraea och familjen gentianaväxter. Inga underarter finns listade i Catalogue of Life.